# Qina (guvernement)
Qina (arabisk: قنا ) er et guvernement i den sydlige del af Egypten som ligger langs en strækning af Nilen. Dens hovedstad er byen Qina.
Området grænser mod nord til guvernementet Sauhadsch, mod øst til Al-Bahr al-Ahmar, mod syd til Aswan og mod vest til guvernementet al-Wadi al-dschadid. Den østlige del er en del af den Østlige Ørken.

## Eksterne kilder og henvisninger
1. ↑  Areal og befolkning

- Wikimedia Commons har flere filer relateret til Qina (guvernement)

26°9′N 32°43′Ø / 26.150°N 32.717°Ø